# Victoria & Albert (tv-serie)
 For alternative betydninger, se Victoria & Albert. (Se også artikler, som begynder med Victoria & Albert)
Victoria & Albert er en britisk-amerikansk historisk drama-miniserie i to dele fra 2001, instrueret af John Erman. Serien omhandler dronning Victoria og prins Alberts tidlige liv og ægteskab.
Kostumedesigner Maria Price og -assistent Zoe Porter modtog en Emmy Award for seriens kostumer, og Diana Rigg blev nomineret for birollen som baronesse Lehzen.

## Medvirkende
- Victoria Hamilton som Dronning Victoria
- Jonathan Firth som Prins Albert
- Peter Ustinov som Kong Vilhelm 4.
- Delena Kidd som Dronning Adelaide
- Penelope Wilton som Hertuginden af Kent
- Nigel Hawthorne som Lord Melbourne
- Diana Rigg som Baronesse Lehzen
- John Wood som Hertugen af Wellington
- David Suchet som Baron Stockmar
- Jonathan Cecil som Page
- Patrick Malahide som Sir John Conroy
- James Callis som Prins Ernest af Sachsen-Coburg og Gotha
- Jonathan Pryce som Kong Leopold 1. af Belgien
- Crispin Redman som Mr. Anson
- Alec McCowen som Sir Robert Peel
- Michael Siberry som Henry Paget, Earl af Uxbridge
- Rachel Pickup som Henrietta (Hetty) Standish
- Crispin Bonham-Carter som Frederick Standish
- Simon Quarterman som Albert Edward, Prins af Wales
- Richard Briers som Joseph Paxton
- Kate Maberly som Prinsesse Alice
- Joyce Redman som aldrende dronning Victoria
- Zizi Strallen som Princesse Vicky
- Billy Hicks som Prins Affie